# 중가르 분지

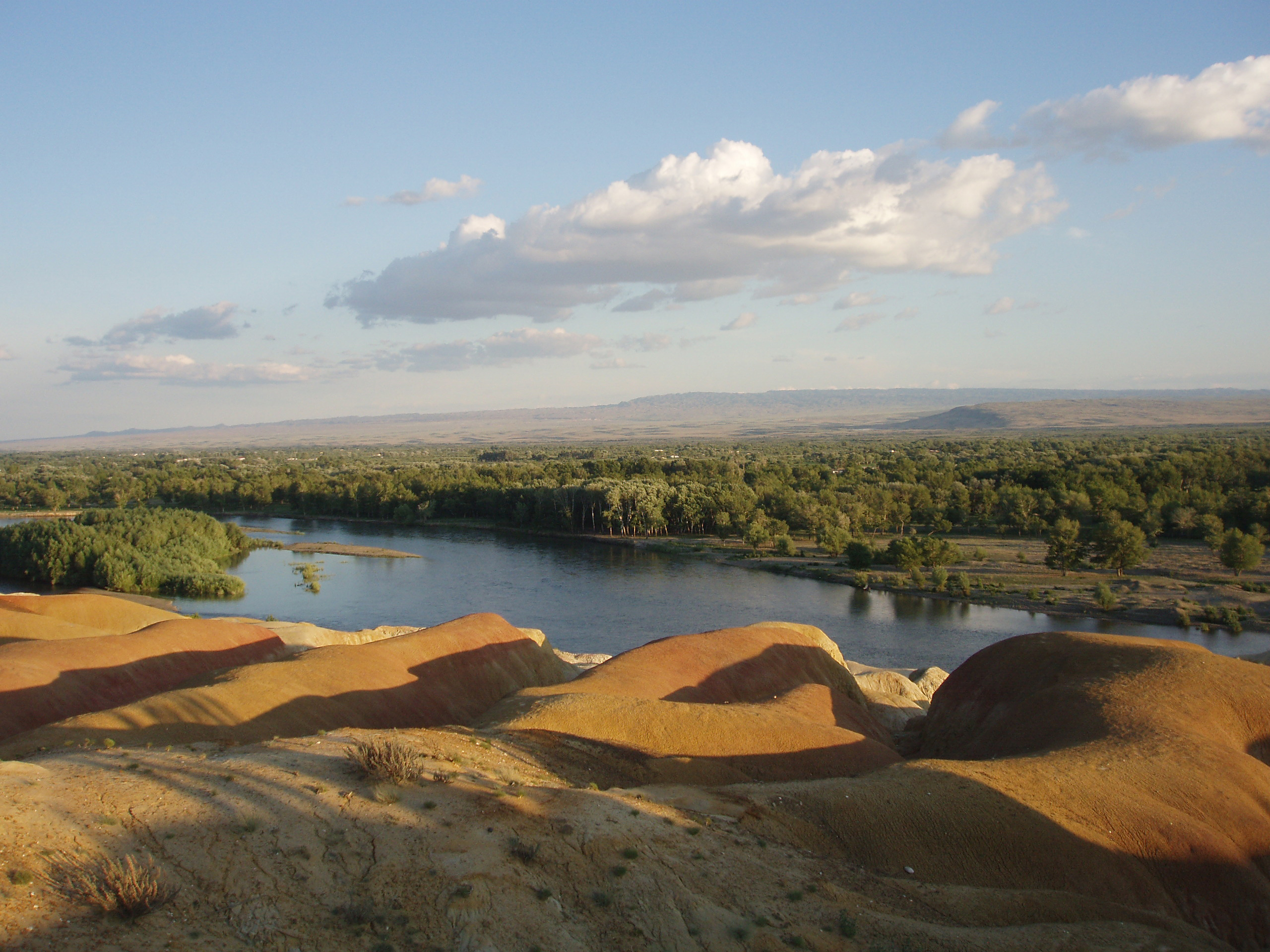

중가르 분지(중국어 간체자: 准噶尔, 정체자: 準噶爾, 병음: Zhǔngáěr)는 중화인민공화국 신장 위구르 자치구의 북부, 알타이산맥과 톈산산맥 사이에 끼여 있으며 동부는 해발 1,000m, 서부는 해발 500m이다.

## 같이 보기
- 중가리아
- 타림 분지